# Nikki DeLoach
Nikki DeLoach   (Waycross, 9 de setembre de 1979) és una actriu i cantant estatunidenca.

## Biografia
DeLoach va néixer a Waycross, Geòrgia. És la més gran de tres germans fills de Terri i David DeLoach. La seva germana LeAnna es va graduar en educació a Valdosta State University mentre que el seu germà és jugador de bàsquet a la Universitat de Geòrgia. Els tres es van criar a una granja. DeLoach va fer la seva primera a actuació mentre encara anava a preescolar al concurs annual de talets de la seva escola (Pierce County High School) a Blackshear, Geòrgia. De nena, va estar molt involucrada en el món de la bellesa, guanyant diversos premis estatals i nacionals. DeLoach va contractar un agent per a modelar sent encara molt jove i va aconseguir dieferents feines de model i art publicitari. La seva mare i ella van passar un estiu a la ciutat de Nova York per a prosseguir la seva carrera de model. DeLoach va ser membre de l'organització Georgia 4-H d'arts escènques entre el 1991 i el 1994.
Nikki DeLoach es va casar amb Ryan Goodell, un membre de la banda Take 5, el setembre de 2009. A l'abril de 2013, va anunciar que estava embarassada. El 22 d'octubre de 2013 va néixer el seu primer fill William Hudson Goodell.

## Filmografia

### Cinema
| Any  | Títol                      | Rol               | Notes                                              |
| ---- | -------------------------- | ----------------- | -------------------------------------------------- |
| 1997 | El viatger                 | Kate              |                                                    |
| 1997 | Gunfighter's Moon          | Kristen Yarnell   |                                                    |
| 2001 | Longshot                   | Innosense         |                                                    |
| 2006 | The Net 2.0                | Hope Cassidy      | Distribuïda directament en vídeo (Direct to video) |
| 2008 | The House Bunny            | Noia rossa alta   |                                                    |
| 2008 | An American Carol          | Lily              |                                                    |
| 2010 | Mask Maker                 | Jennifer          |                                                    |
| 2010 | Flying Lessons             | Mila              |                                                    |
| 2010 | The River Why              | Young Ma          |                                                    |
| 2010 | The Trial                  | Mindy             |                                                    |
| 2010 | Love & Other Drugs         | Christy           |                                                    |
| 2011 | Answers to Nothing         | Georgia           |                                                    |
| 2011 | Hollywoo                   | Jennifer Marshall |                                                    |
| 2013 | The Devil's in the Details | Claire            |                                                    |
| 2013 | Another Happy Anniversary  | Jeanne            | Curtmetratge                                       |
| 2013 | Blood Moon                 | Melinda           | Curtmetratge                                       |
| 2013 | The Hunted                 | Ashlee            |                                                    |
| 2014 | Ricky Robot Arms           | Brie              | Curtmetratge                                       |
| 2015 | Chained and Bound          | Cynthia           | Productotra En postproducció                       |

### Televisió
| Any          | Títol                            | Rol                     | Notes                                  |
| ------------ | -------------------------------- | ----------------------- | -------------------------------------- |
| 1993–1996    | The All-New Mickey Mouse Club    | Diferents rols          |                                        |
| 1995         | Misery Loves Company             | Tracy                   | Personatge principal                   |
| 1996         | Never Give Up: The Jimmy V Story | N/D                     | Pel·lícula per a televisió (telefilm)  |
| 1997         | Walker, Texas Ranger             | Jessica Curtis          | Episodi: "Mayday"                      |
| 2004–2005    | North Shore                      | Mary Jeanne "MJ" Bevans | Personatge principal                   |
| 2005         | Grounded for Life                | Chrissy                 | Episodi: "Oh, What a Knight"           |
| 2006         | Windfall                         | Sunny van Hattem        | Personatge principal                   |
| 2006         | CSI: NY                          | Lorelie Dennis          | Episodi: "Murder Sings the Blues"      |
| 2007         | Law Dogs                         | Officer Beth Giles      | Episodi pilot no venut a la CBS        |
| 2007, 2009   | Days of Our Lives                | Brenda                  | 12 episodis                            |
| 2007         | Cold Case                        | Tessie Bartram in 1982  | Episodi: "Justice"                     |
| 2008         | Without a Trace                  | Lacey Moran             | Episodi: "A Dollar and a Dream"        |
| 2011         | The Defenders                    | Amanda                  | Episodi: "Morelli v. Kaczmarek"        |
| 2011         | Traffic Light                    | Alisha                  | Episodi: "Help Wanted"                 |
| 2011–present | Awkward                          | Lacey Hamilton          | Personatge principal                   |
| 2012         | Ringer                           | Shaylene Briggs         | 3 episodis                             |
| 2012         | A Golden Christmas 3             | Julia                   | Pel·lícula per a televisió (telefilm)  |
| 2013         | CSI: Crime Scene Investigation   | Heather Conner          | Episodi: "Fearless"                    |
| 2014         | NCIS                             | Coronel Leland          | Episodi: "The Searchers"               |
| 2014         | Criminal Minds                   | Audrey Hansen           | Episodi: "Amelia Porter"               |
| 2014         | The Exes                         | Katie Drake             | Episodi: "An Officer and a Dental Man" |
| 2014         | Major Crimes                     | Caporal Laura Day       | Episodi: "Letting It Go"               |
| 2014         | Sirens                           | Sheila                  | Episodi: "All the Single Ladies"       |
| 2015         | Castle                           | Annie Klein             | Episodi: "Habeas Corpse"               |
| 2015         | Mad Men                          | Cheryl                  | Episodi: "Time & Life"                 |
| 2015         | The Player                       | Monica                  | Episodi: "The Big Blind"               |
| 2015         | Christmas Land                   | Julie "Jules" Copper    | Pel·lícula per a televisió (telefilm)  |